# Змаевич, Матвей Христофорович
Матвей Христофорович Змаевич (серб. Матија Змајевић/Matija Zmajević); 6 января 1680, Пераст, Далмация (ныне Черногория) — 23 августа (3 сентября) 1735, Российская империя) — российский адмирал (1727). Происходил из знатной черногорской  семьи Змаевичей из города Пераст в Которском заливе Адриатического моря (ныне в Черногории), племянник архиепископа Барского Андрии Змаевича и брат архиепископа Задарского Вицко Змаевича.

## Биография
Матвей Змаевич происходил из очень богатой и знатной фамилии города Пераст в Боки Которской. Окончил францисканскую школу и, предположительно, морскую школу Марко Мартиновича. 
Уже в возрасте восемнадцати лет стал капитаном корабля в венецианском флоте, но из-за причастности к убийству Вицко Буйовича был вынужден бежать сначала в Дубровник, а затем в Константинополь, где некоторое время провел в заключении.
Принят на русскую службу в 1710 году русским послом в Османской империи графом П. А. Толстым. В 1712 году приехал в Россию, в Санкт-Петербург, где как опытный мореход был зачислен в галерный флот капитаном I ранга. Пётр Великий высоко ценил М.Змаевича и в конце апреля 1716 года отправил венецианскому правительству послание с просьбой отменить изгнание и вернуть конфискованное имущество.
М.Змаевич служил на Балтийском флоте и отличился в морских сражениях со шведским флотом во время Северной войны — в Гангутском сражении (1714) командовал правым крылом российского флота. Был произведен сначала в контр-адмиралы, а затем — в вице-адмиралы российского флота. Также оказал важные услуги Российской империи по инженерной и судостроительной части: в 1721 году заведовал строительством галерной гавани в Санкт-Петербурге и состоял членом Адмиралтейств-коллегий. По свидетельству современников, именно М.Змаевич чаще всего принимал выпускные экзамены в Морской академии.
В 1723 году по распоряжению Петра I вице-адмирал был отправлен в Воронеж. Ему было велено подготовить корабли для возможной войны с Турцией. Он также должен был проследить за расчисткой русла реки Воронеж.
В 1725 году был награждён недавно учреждённым орденом Святого Александра Невского, назначен командующим галерным флотом и главным командиром Петербургского порта. В 1727 году произведён в полные адмиралы.
В 1728 году, уже после смерти Петра I, по доносу подчинённых был обвинён в растрате казённых денег и злоупотреблении властью, предан суду и понижен в звании до вице-адмирала.
Весной 1733 года был отправлен губернатором в Астрахань для строительства на Дону галер и других приготовлений к новой русско-турецкой войне. Должен был возглавить флот в этой кампании, но умер незадолго до начала военных действий.

## Память
В 2017 году в городе Воронеж, Адмиралтейская площадь, открыта мемориальная доска адмиралу М.Х.Змаевичу.
В городе Подгорица, в районе Старый Аэродром есть улица адмирала Змаевича.